# سيريل هال
سيريل هال (بالإنجليزية: Cyril Hall)‏ هو لاعب كرة قدم أسترالية أسترالي، ولد في 14 ديسمبر 1889، وتوفي في 20 مارس 1979.

## وصلات خارجية
- سيريل هال على موقع AustralianFootball.com (الإنجليزية)
- سيريل هال على موقع AFLtables.com (الإنجليزية)